# Voleibolni Klub Yenisey Krasnoyarsk
O Voleibolni Klub Yenisey Krasnoyarsk (em russo:  Волейбольный клуб Енисей Красноярск é um time russo de voleibol masculino da cidade de Krasnoiarsk, Sibéria. Atualmente disputa a Superliga Russa.

## Histórico
A equipe de voleibol SMOLK (Sports Youth Club, 1993-1994) foi formada em Krasnoiarsk em 1993 a partir da união de jogadores conhecidos de Krasnoyarsk e jovens talentos da Escola de Esportes da Juventude. Na temporada de estreia, o time conquistou o 2º lugar no campeonato da Zona Leste da Segunda Liga e conquistou o direito de passar para a Primeira Liga.
Na temporada 1994-95, a equipe, renomeada Yenisei, terminou em primeiro lugar na fase preliminar do campeonato da Primeira Liga, mas ficou apenas em 7º na fase final e não chegou às grandes ligas. Este objetivo foi alcançado em 1997, e dois anos depois a equipe de Krasnoyarsk, que mudou seu nome para Lokomotiv-Dorozhnik, sob a liderança do treinador permanente Innokenty Efimovich Dyachkov, conquistou o direito de jogar na primeira divisão — Superliga.
Na temporada 1999-00, estreia de Dorozhnik na Superliga, a equipe ficou em 10º lugar. Suas cores foram defendidas por Gennady Slyadnev, Igor Kiselev, Vadim Frantsuzov, Yuri Marinin, Igor Smirnov, Andrei Putintsev, Alexei Maslov, Alexei Lankevich, Vladimir Sitnikov, Sergei Malyarenko, o capitão era Eduard Noskov. Os jogadores deste plantel Andrey Putintsev e Vladimir Sitnikov continuaram a jogar pelo Dorozhnik até 2010, Yuri Marinin tornou-se o treinador principal da equipa em 2005.

## Títulos e resultados

### Campeonatos nacionais
Liga Principal "A"
- Campeão (1x): 2014-15

## Elenco atual
Atletas selecionados para disputar a temporada 2021-22: 
 Técnico:  Yuri Filippov
| Camisa | Nome              | Posição    | Nacionalidade |
| ------ | ----------------- | ---------- | ------------- |
| 1      | Ilya Chubykin     | líbero     | russo         |
| 3      | Maxim Kulikov     | central    | russo         |
| 4      | Yuri Brazhnyuk    | central    | russo         |
| 6      | Konstantin Osipov | levantador | russo         |
| 7      | Todor Scrimov     | ponteiro   | búlgaro       |
| 9      | Alexander Kritsky | central    | russo         |
| 10     | Vitaly Fetsov     | oposto     | russo         |
| 11     | Igor Kovalykov    | levantador | russo         |
| 12     | Alexander Yanutov | líbero     | russo         |
| 13     | Kirill Klets      | oposto     | russo         |
| 14     | Anton Maksimov    | central    | russo         |
| 15     | Ivan Valeev       | ponteiro   | russo         |
| 19     | Danila Gavrilov   | ponteiro   | russo         |